# Pace di Milano
La pace di Milano fu firmata a Milano il 6 agosto 1849 fra il Regno di Sardegna e l'Austria, ratificando l'armistizio di Vignale, stipulato al termine della Prima guerra d'Indipendenza.
La delegazione piemontese incaricata di negoziare le condizioni della pace era composta da Cesare Ponza di San Martino, maggiore di Stato Maggiore (decorato di due medaglie d'argento e dell'Ordine Militare di Savoia), dall'ex ministro dell'Istruzione Carlo Boncompagni di Mombello e dal generale Giuseppe Dabormida.